# Adam Jánoš
Adam Jánoš (ur. 22 lipca 1992) – czeski piłkarz grający na pozycji defensywnego pomocnika.